# Championnat du Burkina Faso de football 2005
Navigation
Saison précédente Saison suivante
La saison 2005 du Championnat du Burkina Faso de football est la quarante-troisième édition de la première division au Burkina Faso, organisée sous forme de poule unique, le Championnat National, où toutes les équipes se rencontrent deux fois au cours de la saison. En fin de saison, le dernier du classement est relégué et remplacé par le champion de deuxième division tandis que le club classé 13e affronte le deuxième de D2 en barrage de promotion-relégation.
C'est le Rail Club du Kadiogo qui remporte la compétition cette saison après avoir terminé en tête du classement final, avec sept points d'avance sur un duo composé de l'US Ouagadougou et de l'Union sportive des Forces armées. C'est le tout premier titre de champion du Burkina Faso de l'histoire du club.

## Qualifications continentales
Deux places en compétitions continentales sont réservées aux clubs burkinabés : le champion se qualifie pour la Ligue des champions de la CAF 2006 tandis que le vainqueur de la Coupe du Burkina Faso obtient son billet pour la Coupe de la confédération 2006.

## Les clubs participants
| - Union sportive des Forces armées - Étoile Filante de Ouagadougou - ASFA Yennenga - ASF Bobo-Dioulasso - Racing Club de Bobo - ASEC Koudougou - Promu en Championnat National - Jeunesse Club de Bobo - Promu en Championnat National | - US Ouagadougou - Rail Club du Kadiogo - US FRAN - Santos FC - AS SONABEL - Union sportive de la Comoé - Sanmatenga FC - Promu en Championnat National |

## Compétition
Le barème de points servant à établir le classement se décompose ainsi :
- Victoire : 3 points
- Match nul : 1 point
- Défaite : 0 point

### Classement
| Rang | Équipe                           | Pts | J  | G  | N  | P  | Bp | Bc | Diff |
| ---- | -------------------------------- | --- | -- | -- | -- | -- | -- | -- | ---- |
| 1    | Rail Club du Kadiogo             | 57  | 26 | 16 | 9  | 1  | 38 | 8  | +30  |
| 2    | US OuagadougouC                  | 50  | 26 | 14 | 8  | 4  | 38 | 13 | +25  |
| 3    | Union sportive des Forces armées | 50  | 26 | 15 | 5  | 6  | 48 | 25 | +23  |
| 4    | Étoile Filante de Ouagadougou    | 47  | 26 | 14 | 5  | 7  | 36 | 15 | +21  |
| 5    | ASFA YennengaT                   | 46  | 26 | 13 | 7  | 6  | 40 | 20 | +20  |
| 6    | Santos FC                        | 42  | 26 | 11 | 9  | 6  | 42 | 37 | +5   |
| 7    | Union sportive de la Comoé       | 37  | 26 | 9  | 10 | 7  | 23 | 23 | 0    |
| 8    | ASF Bobo-Dioulasso               | 34  | 26 | 9  | 7  | 10 | 26 | 25 | +1   |
| 9    | Racing Club de Bobo              | 33  | 26 | 9  | 6  | 11 | 28 | 28 | 0    |
| 10   | AS SONABEL                       | 32  | 26 | 10 | 2  | 14 | 22 | 45 | -23  |
| 11   | US FRAN                          | 22  | 26 | 4  | 10 | 12 | 20 | 29 | -9   |
| 12   | ASEC KoudougouP                  | 19  | 26 | 3  | 10 | 13 | 12 | 41 | -29  |
| 13   | Jeunesse Club de BoboP           | 14  | 26 | 2  | 8  | 16 | 19 | 55 | -36  |
| 14   | Sanmatenga FCP                   | 12  | 26 | 2  | 6  | 18 | 14 | 44 | -30  |

|  | Qualification pour la Ligue des champions de la CAF 2006                      |
|  | Qualification pour la Coupe de la confédération 2006                          |
|  | Participation au barrage de promotion-relégation                              |
|  | Relégation directe en D2                                                      |
|  | T : Tenant du titre C : Vainqueur de la Coupe du Burkina Faso P : Promu de D2 |

### Matchs

#### Barrage de promotion-relégation
Le 13e du Championnat national affronte le 2e de D2 en barrage pour déterminer le dernier club participant au championnat de première division la saison suivante.
| Équipe 1     | Résultat | Équipe 2              | Aller | Retour | Appui         |
| ------------ | -------- | --------------------- | ----- | ------ | ------------- |
| AS Maya (D2) | 3 - 3    | Jeunesse Club de Bobo | 1 - 0 | 0 - 1  | 2 - 2 6-7 tab |

- Les deux clubs se maintiennent au sein de leur championnat respectif.

## Bilan de la saison
| Championnat du Burkina Faso de football 2005 |                                  |
| Champion                                     | Rail Club du Kadiogo (1er titre) |
| Coupes et trophées                           |                                  |
| Vainqueur de la Coupe du Burkina Faso 2005   | US Ouagadougou                   |
| Qualifications continentales                 |                                  |
| Ligue des champions de la CAF 2006           | Rail Club du Kadiogo             |
| Coupe de la confédération 2006               | US Ouagadougou                   |
| Promotions et relégations                    |                                  |
| Promus en Championnat National               | Commune Football Club            |
| Relégués en Deuxième division                | Sanmatenga FC                    |